# Schermen op de Paralympische Zomerspelen 1960
De Ie Paralympische Spelen werden in 1960 gehouden in Rome, Italië en werden samen met de Olympische Zomerspelen in Rome gehouden. Schermen was een van de acht sporten die beoefend werden tijdens deze paralympics. 
Er stonden bij het schermen drie evenementen op het programma, die allemaal werden gewonnen door de Italianen.

## Mannen

### Sabel
| \| Rank \| Land \| \| ---- \| ------ \| \| 1 \| Italië \| \| 2 \| Italië \| \| 3 \| Italië \| |        |
| Rank                                                                                          | Land   |
| 1                                                                                             | Italië |
| 2                                                                                             | Italië |
| 3                                                                                             | Italië |

| Klasse      | !land | Goud   | land | Zilver       | land | Brons             |
| ----------- | ----- | ------ | ---- | ------------ | ---- | ----------------- |
| Individueel | ITA   | Tedone | ITA  | Franco Rossi | ITA  | Giovanni Ferraris |

## Vrouwen

### Floret
| Klasse      | !land | Goud            | land | Zilver       | land | Brons                 |
| ----------- | ----- | --------------- | ---- | ------------ | ---- | --------------------- |
| Individueel | ITA   | Anna Maria Toso | ITA  | Maria Scutti | ITA  | Anna Maria Galimberti |

Atletiek · Basketbal · Boogschieten · Dartchery · Schermen · Snooker · Tafeltennis · Zwemmen
Rome 1960 ·
Tokio 1964 ·
Tel Aviv 1968 ·
Heidelberg 1972 ·
Toronto 1976 ·
Arnhem 1980 ·
New York & Stoke Mandeville 1984 ·
Seoel 1988 ·
Barcelona 1992 ·
Atlanta 1996 ·
Sydney 2000 ·
Athene 2004 ·
Peking 2008 ·
Londen 2012 ·
Rio de Janeiro 2016 ·
Tokio 2020 ·
Parijs 2024 ·
Los Angeles 2028